# Guy Lagorce
Pour les articles homonymes, voir Lagorce.
Guy Lagorce, né le 12 janvier 1937 à La Bachellerie en Dordogne et mort le 13 juillet 2023 à Dax, est un journaliste et écrivain français, lauréat du prix des libraires en 1984.

## Biographie
Guy Lagorce est un ancien athlète international du sprint français (100 m, 200 m et membre du relais de l'équipe de France). Il améliore le record national du 4 × 100 m en 1961 à Thonon-les-Bains avec Paul Genevay, Claude Piquemal et Jocelyn Delecour en 39 s 9 et celui d'Europe du 4 × 200 m également en 1961 avec les mêmes compatriotes sprinters. Il compte treize sélections en équipe de France.
Il devient ensuite journaliste sportif et rédacteur en chef à L'Équipe, TF1, Le Figaro, Paris Match et L'Express. Il obtient le Prix du meilleur article sportif.
Par ailleurs écrivain, plusieurs films et téléfilms ont été réalisés à la télévision et au cinéma à partir de ses livres, notamment par Jacques Ertaud (Ne pleure pas) et Yves Boisset.
Il meurt le 13 juillet 2023 à Dax, à l'âge de 86 ans, et fait don de son corps à la science.

## Œuvre
- 1972 : La Fabuleuse Histoire des Jeux Olympiques, coécrit avec Robert Parienté — Prix de l'Académie des Sports
- 1975 : Noblesse du sport, coécrit avec Robert Parienté, illustré par André Dunoyer de Segonzac et André Planson
- 1976 : Ne pleure pas — Prix Maison de la Presse
- 1977 : La Vitesse du vent
- 1979 : Marie en plein soleil
- 1980 : La Raison des fous
- 1980 : Les Héroïques — Prix Goncourt de la nouvelle et prix Cazes
- 1981 : Les Carnassiers
- 1983 : Le Train du soir — Prix des libraires
- 1985 : Rue des Victoires
- 1988 : Fin de soirée
- 1992 : Les Dieux provisoires
- 1994 : Du vent sous la peau
- 1995 : Peinture fraîche
- 1997 : La Fine Équipe
- 1999 : Quelqu'un de bien

## Prix et distinctions

### Prix
- Prix du meilleur article sportif en 1963
- Prix de l'Académie des sports en 1972
- Prix Maison de la Presse en 1976
- Prix Goncourt de la nouvelle en 1980
- Prix Cazes en 1980
- Prix des libraires en 1983

### Distinctions
- Médaille de vermeil de la Ville de Paris en 1961[réf. nécessaire]
- Croix du combattant agrafe « Algérie » en 1962[réf. nécessaire]
- Chevalier de la Légion d'honneur en 1997[réf. nécessaire]